# Henuttaui (hercegnő)
Henuttaui (ḥnw.t-t3.wỉ; „A Két Föld asszonya”) ókori egyiptomi hercegnő a XXI. dinasztia idején. Szülei I. Pinedzsem, a magát fáraónak kikiáltó Ámon-főpap, aki Egyiptom déli részét uralta a XXI. dinasztiával egyidőben, és Duathathor-Henuttaui, XI. Ramszesz fáraó lánya. A luxori templomban ábrázolják apjával és két lánytestvérével, Maatkaréval és Mutnedzsmettel. Ámon énekesnője és Mut fuvolása volt.
Dejr el-Bahariban, a MMA 60 sírban temették el, több családtagjával együtt.